# Niklas Hillbom
Niklas Hillbom, född 8 februari 1975 i Kristinehamn, är en svensk kompositör och textförfattare. Han är mest känd som sångare och gitarrist i gruppen Jumper som var aktiva i slutet av 1990-talet och hade ett par hits. Hillbom har även släppt en soloskiva med namnet Ungefär såhär (2004).

## Diskografi

### Solo
- 2004 - Ungefär såhär